# Барски патрицијат
Племићки сталеж у Бару (данас Стари Бар) је у раном средњм вијеку представљао старе романске породице, које су се обогатиле, захваљујући трговини и јефтиној радној снази. Са етничког становишта: амалгам су свих етникума, који су од најстаријих времена насељавали ово подручје. Од половине XIV вијека могуће је пратити њихов развој. Градили су раскошне палате, даривали цркве, унајмљивали умјетнике, куповали некретнине; бавили су се трговином, били чиновници у суду и нотаријату, а заузимали су и положаје у вишој црквеној хијерархији. Формирањем Малог вијећа, 1372. године, настоје потиснути скупштину свих грађана, што им коначно и успијева, у другој половини XV вијека (увођењем аристократског вијећа). Сукоби између пучана и племића су забељежени 1447. као и од 1554-1559. године. Барски патрицијат се сукобљавао и са сусједним Мркојевићима, у првој половини XVI вијека. 

## Познате породице
Најпознатије племићке породице барског патрицијата су биле: 
- Бацан
- Борис
- Дромизијан
- Гоетић
- Гуљеми
- Кратећ
- Марушко
- Наталис
- Орсо
- Пасквали
- Пићико
- Прокулијан
- Руђи
- Руђи-Куријаци
- Самуели
- Жаре
- Дебеља

## Нестанак патрицијата
Бар је под Османску власт пао 1571. године, а већ 1696. у граду постоји само пет племићких породица. Патрицијат нестаје до краја XVIII вијека. Највећи број њих се иселио, а незнатан исламизирао. Једна од патрицијских породица је дочекала XX вијек: фамилија Борис.